# Phare de la plate-forme Goeree
Le phare de la plate-forme Goeree est un phare offshore situé en mer du Nord à 18 km au nord-ouest du phare de Westhoofd, province de Hollande-Méridionale aux Pays-Bas.
Il est géré par le Rijkswaterstaat , l'organisation nationale de l'eau des Pays-Bas.

## Histoire
La plate-forme offshore Goeree  a été mise en service en 1971 pour remplacer le bateau-phare mis en place sur ce site en 1953, et éteint le 14 septembre 1971.
La plate-forme est composée d'une superstructure et d'une sous-structure. La superstructure est la plate-forme actuelle et est située à 20 mètres au-dessus du niveau de la mer. La sous-structure a une hauteur de 40 mètres et se compose de quatre pieds avec des connexions croisées. Pour l'ancrage sur les fonds marins, 80 piliers ont été enfoncés pour recevoir l'ouvrage.
Sur la plate-forme, diverses balises sont prévues pour le transport maritime, notamment un projecteur situé à 40 mètres au-dessus du niveau de la mer dans le phare. Il y a aussi une corne de brume) émettant 4 blasts par période de 30 secondes. Il y a aussi quatre générateurs à bord pour l'alimentation en électricité. La plate-forme sert aussi pour la collecte de données de mesure sur le vent, la pression atmosphérique, la visibilité et les vagues au sol.
Une fois tous les deux mois, une équipe de maintenance visite la plate-forme légère.

## Description
Ce phare  est une tourelle cylindrique en acier, avec une terrasse et une lanterne de 12 m en haut d'un bâtiment carré à l'angle de la plate-forme servant d'hélipad. La tour est peinte en damiers rouges et blancs. Il émet, à une hauteur focale de 32 m, quatre éclats blancs, séparés par une période d'obscurité de 3.2 secondes par cycle de 20 secondes. Sa portée est de 28 milles nautiques (environ 52 km). Il porte un radar Racon émettant la lettre T. Il est doté d'un Système d'identification automatique.
Identifiant : ARLHS : NET-040 ; NL-7375 -Amirauté : B0630 - NGA : 114-9636.

### Lien connexe
- Liste des phares des Pays-Bas